# خوش منزل (جزين)
خوش منزل (جزين) (بالفارسية: خوش منزل) هي قرية تقع في إيران في قسم جزين الريفي. يقدر عدد سكانها بـ 16 نسمة .